# Finkenbach-Gersweiler
Finkenbach-Gersweiler település Németországban, Rajna-vidék-Pfalz tartományban. Lakosainak száma 280 fő (2023. december 31.).

## Népesség
A település népességének változása:
| Lakosok száma | 422  | 288  | 283  | 290  | 283  | 280  |
|               | 1975 | 2017 | 2019 | 2021 | 2022 | 2023 |